# Iosif Mordowiec
Iosif Ławrientjewicz Mordowiec (ros. Иосиф Лаврентьевич Мордовец, ur. 25 marca?/6 kwietnia 1899 we wsi Nedajwoda w guberni chersońskiej, zm. 20 lutego 1976 w Kiszyniowie) – funkcjonariusz radzieckich organów bezpieczeństwa, generał major, ludowy komisarz/minister bezpieczeństwa państwowego Mołdawskiej SRR (1944–1953), minister spraw wewnętrznych Mołdawskiej SRR (1953–1954).

## Życiorys
Ukrainiec, od października 1918 do kwietnia 1923 w Armii Czerwonej, od października 1924 do listopada 1925 sekretarz rady wiejskiej w rodzinnej wsi, od listopada 1925 do lipca 1926 w komitecie wykonawczym rady rejonowej. Od stycznia 1930 do czerwca 1931 pełnomocnik rejonowego oddziału GPU Ukraińskiej SRR, od grudnia 1931 do lipca 1935 szef rejonowego oddziału GPU w obwodzie dniepropetrowskim, od lipca 1935 do lipca 1935 szef rejonowego oddziału GPU/NKWD w okręgu/obwodzie kamieniecko-podolskim, od 23 marca 1936 młodszy porucznik bezpieczeństwa państwowego. Od lipca 1938 do sierpnia 1940 szef Wydziału II Zarządu Bezpieczeństwa Państwowego (UGB), pomocnik i zastępca szefa Zarządu NKWD obwodu kamieniecko-podolskiego, od 23 sierpnia 1938 porucznik, a od 11 stycznia 1940 starszy porucznik bezpieczeństwa państwowego. Od stycznia do 22 kwietnia 1940 p.o. szefa obwodowego Zarządu NKWD w Kamieńcu Podolskim, od 7 sierpnia 1940 do marca 1941 zastępca ludowego komisarza spraw wewnętrznych Mołdawskiej SRR, od marca do lipca 1941 zastępca ludowego komisarza bezpieczeństwa państwowego Mołdawskiej SRR, 28 kwietnia 1941 awansowany na kapitana bezpieczeństwa państwowego. Od lipca 1941 do maja 1942 zastępca szefa Wydziału Specjalnego NKWD Frontu Południowego, od maja do grudnia 1942 zastępca szefa Wydziału Specjalnego NKWD Frontu Północno-Kaukaskiego w stopniu majora bezpieczeństwa państwowego, od 17 grudnia 1942 do marca 1943 szef Wydziału Specjalnego NKWD Czarnomorskiej Grupy Wojsk, od 14 lutego 1943 pułkownik bezpieczeństwa państwowego. Od kwietnia 1943 do lutego 1944 zastępca szefa Zarządu Kontrwywiadu Frontu Zakaukaskiego, od lutego do lipca 1944 zastępca szefa Zarządu Kontrwywiadu 2 Frontu Ukraińskiego, od 31 lipca 1944 do 16 marca 1953 ludowy komisarz/minister bezpieczeństwa państwowego Mołdawskiej SRR, od 9 marca 1945 komisarz bezpieczeństwa państwowego, a od 9 lipca 1945 generał major. Od 16 marca 1953 do 4 maja 1954 minister spraw wewnętrznych Mołdawskiej SRR, od 4 maja 1954 do 30 marca 1955 przewodniczący KGB przy Radzie Ministrów Mołdawskiej SRR, od listopada 1955 do listopada 1956 szef Wydziału Kadr Ministerstwa Gospodarki Komunalnej Mołdawskiej SRR, następnie na emeryturze. Deputowany do Rady Najwyższej ZSRR od 2 do 4 kadencji.

## Odznaczenia
- Order Lenina (dwukrotnie)
- Order Czerwonego Sztandaru (trzykrotnie - 27 marca 1942, 12 maja 1945 i 24 sierpnia 1949)
- Order Wojny Ojczyźnianej I klasy
- Order Czerwonej Gwiazdy (dwukrotnie, m.in. 3 listopada 1944)
- Order „Znak Honoru” (26 kwietnia 1940)
- Odznaka "Honorowy Pracownik Czeki/GPU (XV)" (14 sierpnia 1938)

I 6 medali.